# Karl Baum (Kriminalist)
Karl Baum (* 17. September 1904 in Chemnitz; † nach 1951) war ein deutscher Kriminalrat, Leiter der Kriminalpolizei und Referatsleiter im Reichssicherheitshauptamt.

## Leben
Nach seinem Schulabschluss nahm Karl Baum ein Studium im Fachgebiet Volkswirtschaft auf und beendete es mit seiner Promotion. Um 1926 war er bei der Kriminalpolizei tätig und galt bereits zu dieser Zeit als Experte für Daktyloskopie. Zum 1. Mai 1930 trat er der NSDAP bei (Mitgliedsnummer 237.088). Seine Mitgliedschaft in der SS wurde am 22. Juli 1937 bestätigt (SS-Nummer 369.812). Mit der Bildung des Reichssicherheitshauptamtes im September 1939 gehörte er im Amt V zum Referat VA 1 (Aufbau, Aufgaben und Rechtsfragen). Von hier wechselte er in das Referat V C 2 (Fahndung), dessen Leitung er übernahm. Später wurde er dort im Organigramm vom März 1941 als Kriminaldirektor und weiterhin Referatsleiter von V C 2 geführt. Der Amtsleiter V (Verbrechensbekämpfung) des Reichspolizeikriminalamtes war zu dieser Zeit Friedrich Panzinger (1903–1959). Sein direkter Vorgesetzter war der Bereichsleiter C (Erkennungsdienst und Fahndung) Wolfgang Berger.
Im Frühjahr wechselte Karl Baum als Leiter der Kriminalpolizei in den vom nationalsozialistischen Deutschen Reich besetzten Raum Elsass. Vermutlich kehrte er von dort wieder nach Berlin zurück, denn er wurde mit Datum des 9. November 1944 als SS-Untersturmführer im Reichssicherheitshauptamt geführt. Nach Ende des Krieges könnte er erneut eine Beschäftigung bei der Polizei erhalten haben, denn 1951 erfolgte seine Pensionierung mit der Erklärung, dass er aus gesundheitlichen Gründen für den weiteren Polizeidienst dienstunfähig sei.
Ab 1951 verlieren sich die Spuren von Karl Baum. Das eingeleitete Ermittlungsverfahren gegen ihn und Friedrich Riese (1895–1966) wurde 1964 eingestellt.